# Żyły krzyżowe boczne

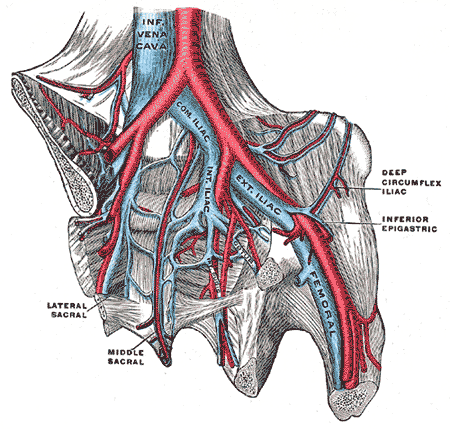
Żyła krzyżowa boczna podpisana lateral sacral

Żyły krzyżowe boczne (łac. venae sacrales laterales) – w anatomii człowieka naczynia żylne zbierające krew z kości krzyżowej oraz ze struktur kanału krzyżowego. Powstają na powierzchni miedniczej kości krzyżowej i uchodzą do żyły biodrowej wewnętrznej. 

## Przebieg
Żyły krzyżowe boczne powstają na powierzchni miedniczej kości krzyżowej, biegną od przodu od mięśnia gruszkowatego i splotu krzyżowego  i uchodzą do żyły biodrowej wewnętrznej. 

## Dopływy
Żyły krzyżowe boczne nie mają dopływów.

## Odmiany
- może uchodzić do żyły biodrowej wspólnej[2]
- mogą być podwójne[2]

## Zespolenia
- żyła krzyżowa pośrodkowa poprzez żylny splot krzyżowy[2]
- splot żylny odbytniczy poprzez żylny splot krzyżowy[3].
- splot żylny pęcherzowy poprzez żylny splot krzyżowy[3].

## Zastawki
Brak danych o  zastawkach.